# Hubodometer

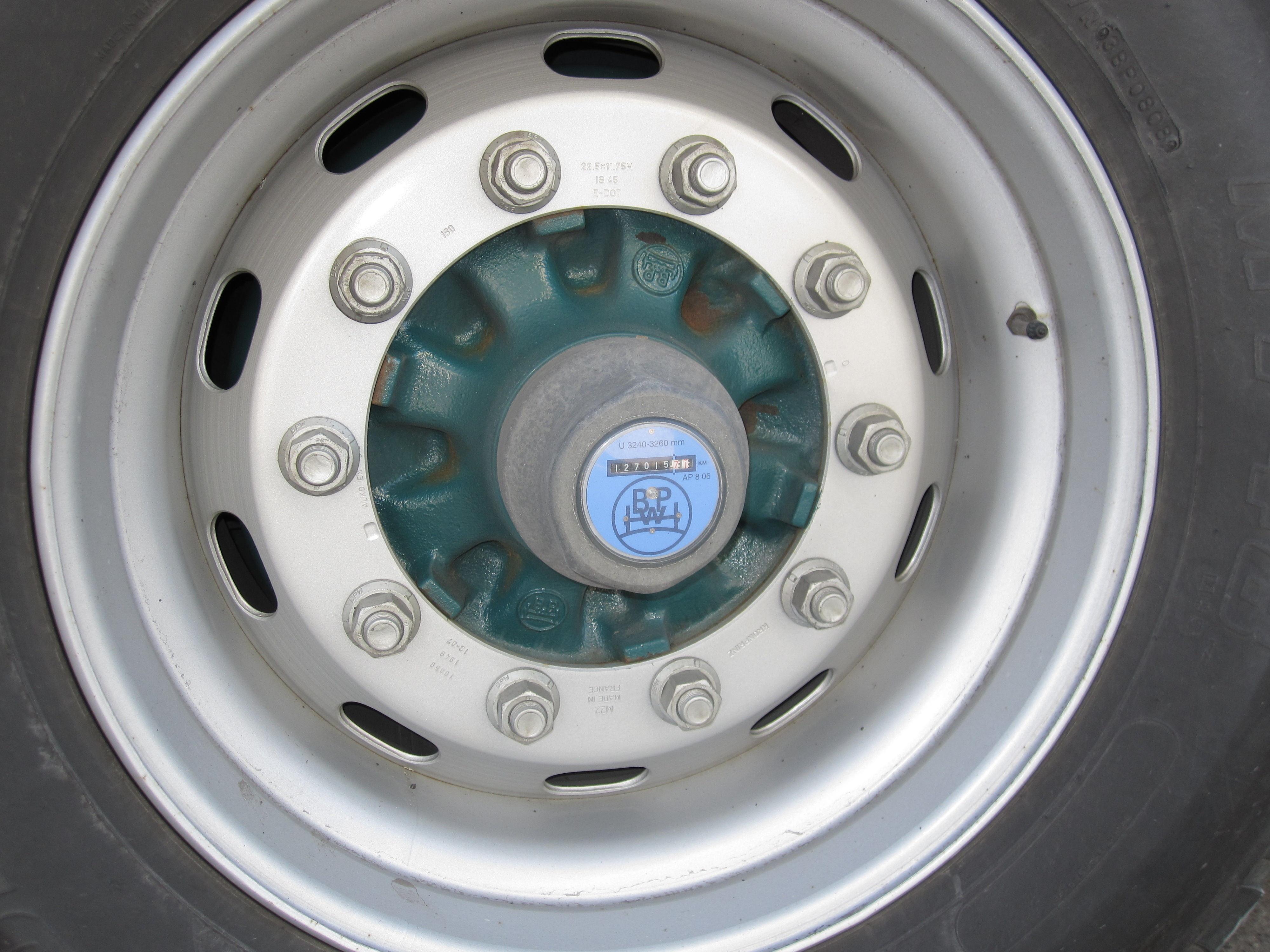
Hubodometer an einem Rad eines Sattelaufliegers

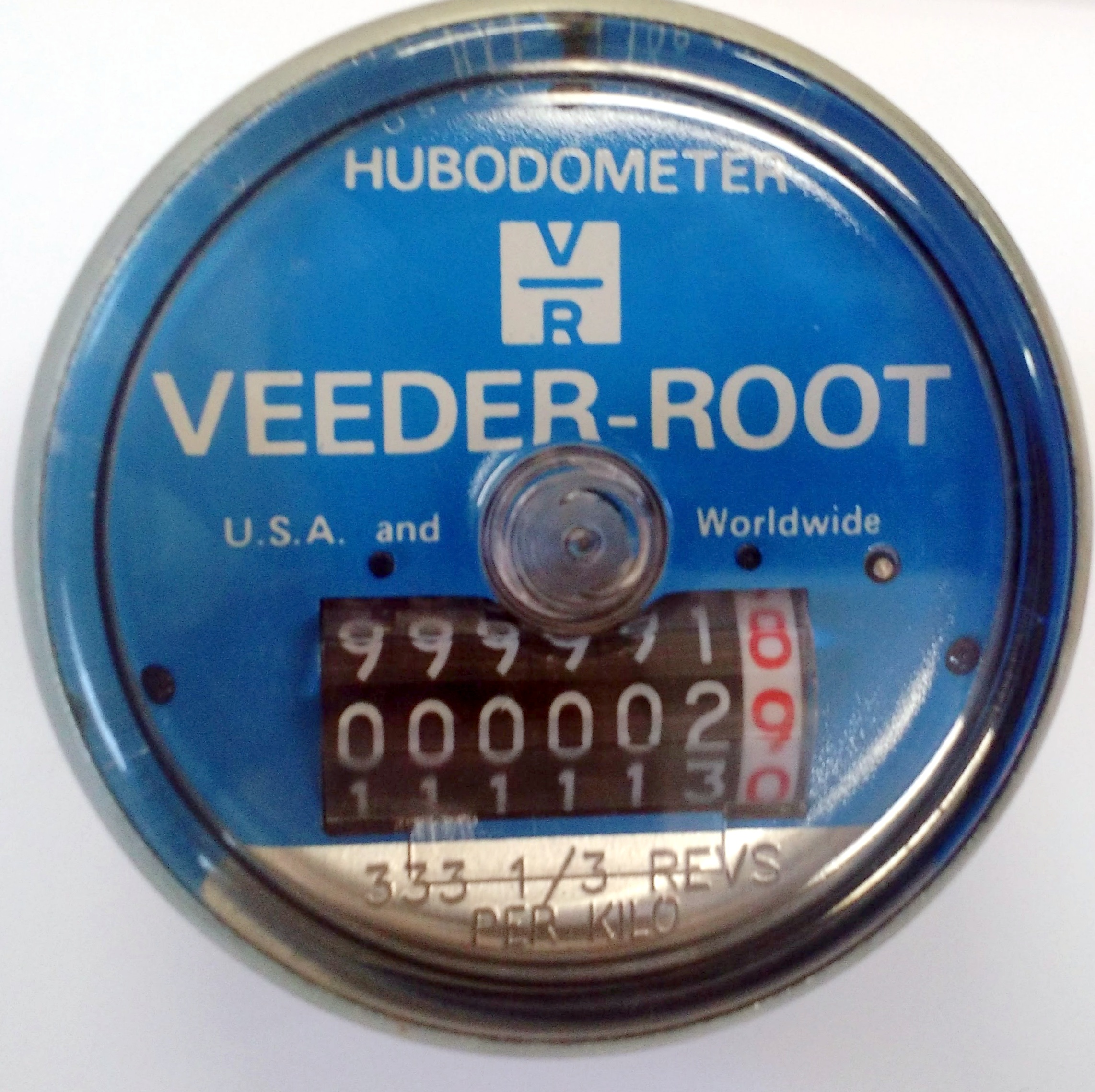
Hubodometer Veeder-Root

Der englische Begriff Hubodometer (Deutsch Nabenhodometer) bezeichnet einen Wegstreckenzähler der die effektive Laufleistung von Sattelaufliegern, Anhängern, Rädern, Bremsen, Radlagern usw. unabhängig vom Zugfahrzeug misst. Bei Sattelaufliegern ist er an einer nicht liftbaren Achse montiert. 

## Prinzip
Das Hubodometer besitzt ein exzentrisches Gewicht, welches durch die Schwerkraft etwa senkrecht steht und sich nicht mit der Achse dreht. So können die Umdrehungen des Rades ohne direkte Verbindung zum Rahmen gemessen und auf ein mechanisches Zählwerk übertragen werden, welches die Laufleistung in Kilometern angibt.